# Scolitantides orion
Scolitantides orion Pallas, 1771, è un lepidottero appartenente alla famiglia Lycaenidae, sottofamiglia Polyommatinae; questa specie è la sola rappresentante del genere Scolitantides Hübner, 1819.

## Descrizione
Il maschio è grande da 13 a 16 mm, e il volo ha luogo in luglio. Vive in aree rocciose fino ai 1.000 m di altitudine, su piante come Sedum telephium e Sedum album. Si trova dalla Spagna, Francia fino a tutto il Giappone.

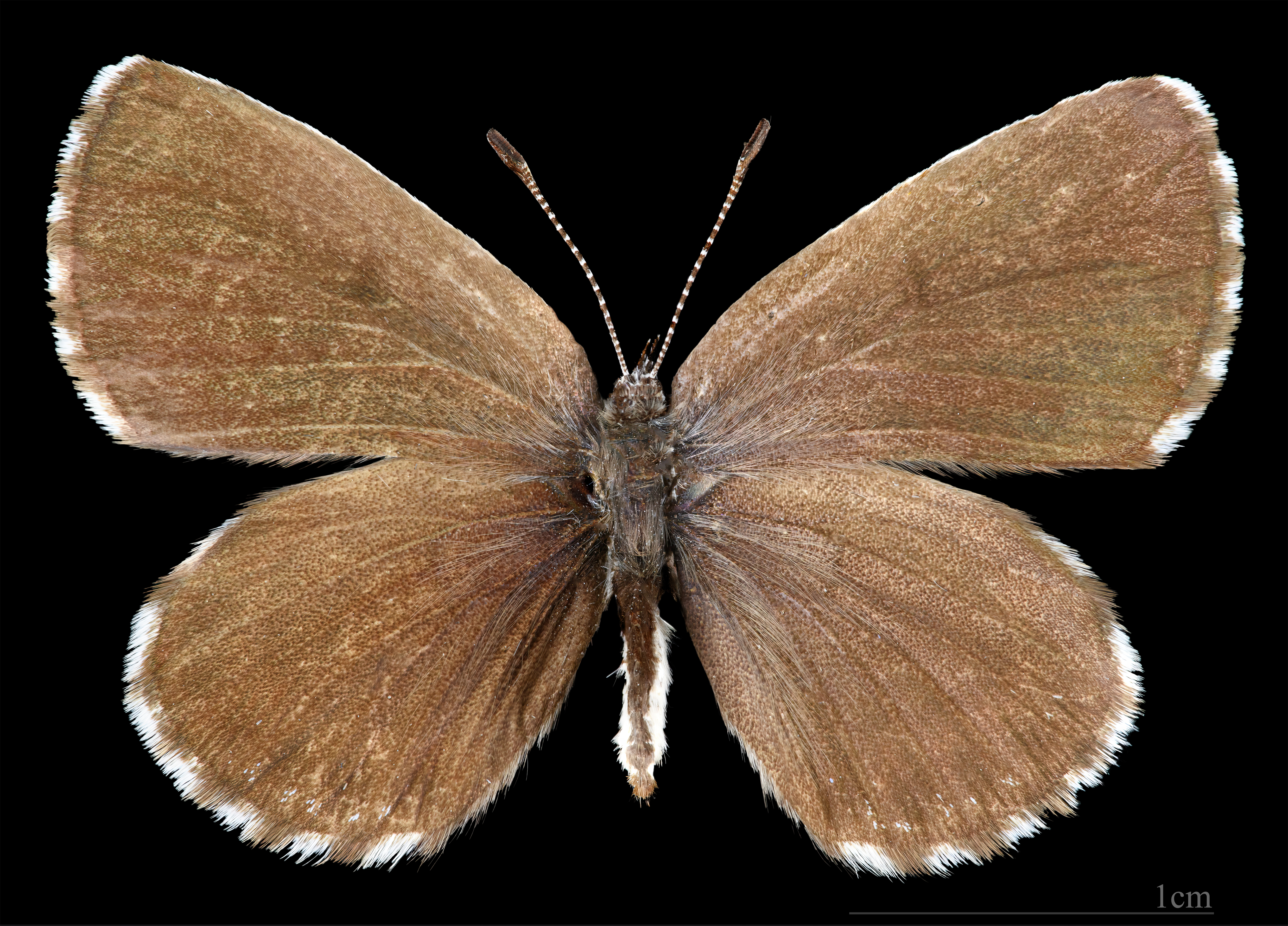
Scolitantides o. orion  ♀
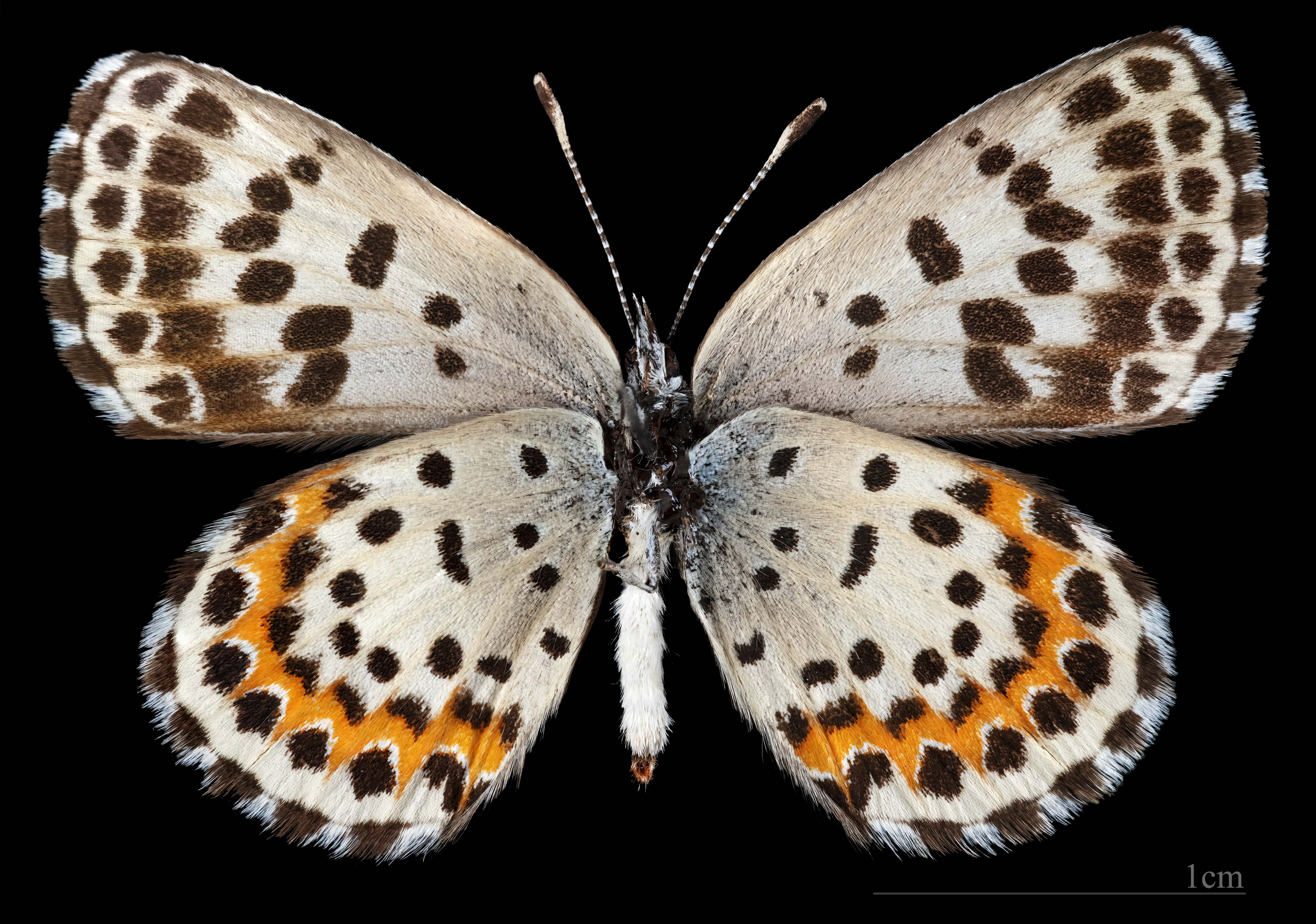
Scolitantides o. orion  ♀ △